# Astragalus akkensis
Astragalus akkensis es una especie de planta herbácea perteneciente a la familia de las leguminosas. Es originaria del Norte de África.

## Descripción
Es una planta herbácea cespitosa, perennifolia, a menudo con múltiples tallos, que alcanzan los 6-35 cm de altura, son erectos, gruesos y leñoso en la base, con pecíolos subpersistentes.

## Distribución y hábitat
Se encuentra entre las arena y oueds, de Marruecos, Argelia (a 1400-2100 m en el Hoggar) y Libia.

## Taxonomía
Astragalus akkensis fue descrita por Ernest Saint-Charles Cosson y publicado en Bulletin de la Société Botanique de France 21: 57. 1875.
Etimología
Astragalus: nombre genérico derivado del griego clásico άστράγαλος y luego del Latín astrăgălus aplicado ya en la antigüedad, entre otras cosas, a algunas plantas de la familia Fabaceae, debido a la forma cúbica de sus semillas parecidas a un hueso del pie.
akkensis: epíteto
Sinonimia
- Astragalus akkensis Coss. subsp. akkensis basónimo
- Astragalus akkensis subsp. occidentalis Maire
- Astragalus akkensis var. uzzararum (Maire) Maire
- Astragalus akkensis subsp. uzzararum Maire
- Astragalus akkensis var. integrifolius Maire
- Astragalus akkensis var. intermedius Maire
- Astragalus akkensis var. pinoyi Maire
- Astragalus gomboëformis var. oranensis (Barratte) Maire
- Astragalus akkensis var. ceardii Maire (1923)
- Astragalus akkensis Coss. subsp. akkensis